# Asian Five Nations 2012
L’Asian Five Nations 2012 (in inglese 2012 Asian Five Nations e, per esigenze di sponsorizzazione, 2012 HSBC Asian 5 Nations) fu la 5ª edizione dell'Asian Five Nations organizzato dall'ARFU, nonché in assoluto il 25º campionato asiatico di rugby a 15.
Le gare della 1ª, 2ª e 3ª divisione valsero anche come primo turno delle qualificazioni asiatiche alla Coppa del Mondo di rugby 2015, secondo il seguente meccanismo: la vincitrice della 1ª divisione accedette al Top 5 della stagione seguente, mentre le vincitrici della 2ª e 3ª divisione si affrontarono per l'accesso diretto alla 1ª divisione del 2013; nella stagione successiva, infatti, le qualificazioni riguardarono la Top Five e la 1ª divisione.
Il Top 5 fu vinto dal Giappone che così si aggiudicò il suo ventesimo titolo di campione d'Asia mentre invece il Kazakistan, che nelle qualificazioni precedenti era giunto fino ai ripescaggi, finì retrocesso in 1ª divisione.
Il torneo di 1ª divisione 2012 fu invece appannaggio delle Filippine, che giocarono in casa, essendo il torneo organizzato a Manila; la Thailandia vinse il torneo di 2ª divisione e l'India vinse quello di 3ª divisione: tutti e due furono organizzati a Kuala Lumpur, in Malaysia.
Nel successivo spareggio a Bangkok la Thailandia batté l'India per 42-29 approdando così alla 1ª divisione 2013; pur esclusa dal prosieguo delle qualificazioni, l'India guadagnò comunque la promozione alla 2ª divisione 2013.
Per quanto riguarda, infine, le ultime due divisioni, il torneo di 4ª divisione si tenne al Sevens di Dubai (Emirati Arabi Uniti) e vide la vittoria, con conseguente promozione in 3ª divisione, della Giordania, mentre quello di 5ª divisione si svolse a Phnom Penh (Cambogia), con vittoria del Laos.
Per tutti i tornei a girone all'italiana il sistema di punteggio fu una variante di quello adottato dalle squadre dell'Emisfero Sud, vale a dire 5 punti (invece di 4) per la vittoria, 3 punti (invece di 2) per il pareggio, 0 punti per la sconfitta; un eventuale punto di bonus sia per avere realizzato almeno quattro mete in un incontro e un ulteriore eventuale punto di bonus per la sconfitta con sette o meno punti di scarto.

## Squadre partecipanti
| Top 5               | Divisione 1   | Divisione 2 | Divisione 3 | Divisione 4 | Divisione 5 |
| ------------------- | ------------- | ----------- | ----------- | ----------- | ----------- |
| Corea del Sud       | Filippine     | Cina        | Guam        | Giordania   | Brunei      |
| Emirati Arabi Uniti | Singapore     | Iran        | India       | Libano      | Cambogia    |
| Giappone            | Sri Lanka     | Malaysia    | Indonesia   | Qatar       | Laos        |
| Hong Kong           | Taipei cinese | Thailandia  | Pakistan    | Uzbekistan  |             |
| Kazakistan          |               |             |             |             |             |

## Top 5
| Dubai 27 aprile 2012, ore 20 UTC+4 | Emirati Arabi Uniti | 10 – 85 referto | Hong Kong | The Sevens |
| Thompson 37’ mt 2’, 6’, 70’, 75’ Varty 16’ Robertson 20’, 26’, 32’ Maclay 44’, 61’ McQueen 54’ Jones 66’ Yiu Kam Shing 73’ Hussey 77’ Hewson Russell 37’ tr 6’, 16’, 26’ Robertson 66’ McQueen 73’, 75’ Hood Russell 9’ c.p. 15’ Robertson |                     | |           |            |
| |                     | |           |            |
| Thompson 37’ | mt                  | 2’, 6’, 70’, 75’ Varty 16’ Robertson 20’, 26’, 32’ Maclay 44’, 61’ McQueen 54’ Jones 66’ Yiu Kam Shing 73’ Hussey 77’ Hewson |           |            |
| Russell 37’ | tr                  | 6’, 16’, 26’ Robertson 66’ McQueen 73’, 75’ Hood                                                                             |           |            |
| Russell 9’ | c.p.                | 15’ Robertson |           |            |

| Arbitro: | Harry Mason |

|  |    | |
|  | mt | 2’ Tamura 13’ Ono 21’, 49’ Gorōmaru 33’, 58’, 64’ Onozawa 39’ Senba 42’ Hatakeyama 60’ Fujii 67’ Sasaki 71’ Hirose 75’ Nagatomo |
|  | tr | 2’, 15’, 22’, 34’, 40’, 42’, 59’, 60’, 68’, 72’, 76’ Gorōmaru                                                                   |

| Hong Kong 5 maggio 2012, ore 16 UTC+8                                                                | Hong Kong | 19 – 21 referto      | Corea del Sud | Football Club Stadium (3 000 spett.) |
| Bolland 57’ mt 8’, 37’ Kim 78’ Park Hood 57’ tr 8’, 37’ Oh 78’ Kim Glancy 3’, 16’ Hood 55’, 70’ c.p. |           |                      |               |                                      |
| |           |                      |               |                                      |
| Bolland 57’                                                                                          | mt        | 8’, 37’ Kim 78’ Park |               |                                      |
| Hood 57’                                                                                             | tr        | 8’, 37’ Oh 78’ Kim   |               |                                      |
| Glancy 3’, 16’ Hood 55’, 70’                                                                         | c.p.      |                      |               |                                      |

| Arbitro: | Harry Mason |

| |      |            |
| Tatekawa 5’ Fujita 11’, 45’, 53’, 56’, 64’, 66’ Gorōmaru 18’, 21’ Mochizuki 25’ Senba 32’ Kuwazuru 41’, 69’ Ono 50’ Morikawa 60’ Kizu 79’ | mt   |            |
| Gorōmaru 5’, 11’, 18’, 25’, 32’, 41’, 45’, 50’, 53’, 56’ Tatekawa 60’, 66’, 69’                                                           | tr   |            |
| | c.p. | 36’ Strang |

| Dubai 11 maggio 2012, ore 20 UTC+4 | Emirati Arabi Uniti | 46 – 31 | Kazakistan | Jebel Ali Centre of Excellence |

| Arbitro: | Tobi Lothian |

|          |      |                                                                           |
| Jang 54’ | mt   | 19’, 52’, 57’ Onozawa 26’ Makabe 48’ Mochizuki 69’ Hirose 73’, 75’ Sasaki |
|          | tr   | 19’, 26’, 48’, 57’ Gorōmaru 73’, 75’ Tamura                               |
| Park 44’ | c.p. |                                                                           |

| Arbitro: | Mohammad Yusof |

| |    |  |
| Tamura 5’ Sasaki 8’ Ono 17’ Hirose 27’ Onozawa 35’, 42’ Leitch 46’ Ito 52’ Gorōmaru 58’ Hatakeyama 75’ Arita 79’ | mt |  |
| Gorōmaru 8’, 27’, 42’, 52’, 75’, 79’                                                                             | tr |  |

| Alma Ata 19 maggio 2012, ore 15 UTC+6 | Kazakistan | 17 – 87 referto                                                                             | Corea del Sud | Stadio dell'Università Nazionale |
| Trofimov 12’ Žcharov 64’ Šekurov 74’ mt 3’, 28’, 41’, 82’ Kim 5’ Park 18’, 51’, 62’ Han 24’ Hwang 37’ Oh 45’ Cho 55’ Yang 69’ Jegal Abdrazakov 74’ tr 5’, 18’, 28’, 37’, 41’, 55’, 62’ Oh 82’ Kim c.p. 15’, 34’ Oh |            |                                                                                             |               |                                  |
| |            |                                                                                             |               |                                  |
| Trofimov 12’ Žcharov 64’ Šekurov 74’ | mt         | 3’, 28’, 41’, 82’ Kim 5’ Park 18’, 51’, 62’ Han 24’ Hwang 37’ Oh 45’ Cho 55’ Yang 69’ Jegal |               |                                  |
| Abdrazakov 74’ | tr         | 5’, 18’, 28’, 37’, 41’, 55’, 62’ Oh 82’ Kim                                                 |               |                                  |
| | c.p.       | 15’, 34’ Oh                                                                                 |               |                                  |

| Seul 26 maggio 2012, ore 13 UTC+9 | Corea del Sud | 47 – 21 referto            | Emirati Arabi Uniti | Seongnam Stadium |
| Lee 12’ You 30’ Shin 42’ Cho 57’ Yang 64’ Youn 75’ Jegal 77’ mt 5’, 44’ Fletcher 36’ Reyal Oh 12’, 30’, 42’, 65’, 75’, 77’ tr 5’, 36’, 44’ Strang |               |                            |                     |                  |
| |               |                            |                     |                  |
| Lee 12’ You 30’ Shin 42’ Cho 57’ Yang 64’ Youn 75’ Jegal 77’                                                                                      | mt            | 5’, 44’ Fletcher 36’ Reyal |                     |                  |
| Oh 12’, 30’, 42’, 65’, 75’, 77’ | tr            | 5’, 36’, 44’ Strang        |                     |                  |

| Hong Kong 26 maggio 2012, ore 16 UTC+8 | Hong Kong | 55 – 0 | Kazakistan | Mong Kok Stadium (3 500 spett.) |

### Classifica
|  | Squadra             | G | V | N | P | P+  | P-  | diff. | B | PT |
|  | ------------------- | - | - | - | - | --- | --- | ----- | - | -- |
|  | Giappone            | 4 | 4 | 0 | 0 | 312 | 11  | +301  | 4 | 24 |
|  | Corea del Sud       | 4 | 3 | 0 | 1 | 163 | 109 | +54   | 2 | 17 |
|  | Hong Kong           | 4 | 2 | 0 | 2 | 159 | 98  | +61   | 3 | 13 |
|  | Emirati Arabi Uniti | 4 | 1 | 0 | 3 | 80  | 269 | -189  | 1 | 6  |
|  | Kazakistan          | 4 | 0 | 0 | 4 | 48  | 275 | -227  | 1 | 1  |

## 1ª divisione
| Data      | Incontro                  | Risultato | Sede   |
| --------- | ------------------------- | --------- | ------ |
| 15-4-2012 | Sri Lanka ― Taipei cinese | 36-8      | Manila |
| 15-4-2012 | Filippine ― Singapore     | 37-20     | Manila |
| 18-4-2012 | Sri Lanka ― Singapore     | 35-10     | Manila |
| 18-4-2012 | Filippine ― Taipei cinese | 34-12     | Manila |
| 21-4-2012 | Filippine ― Sri Lanka     | 28-18     | Manila |
| 21-4-2012 | Taipei cinese ― Singapore | 49-31     | Manila |

|  | Classifica    | G | V | N | P | P+ | P-  | diff. | B | PT |
|  | ------------- | - | - | - | - | -- | --- | ----- | - | -- |
|  | Filippine     | 3 | 3 | 0 | 0 | 99 | 50  | +49   | 3 | 18 |
|  | Sri Lanka     | 3 | 2 | 0 | 1 | 89 | 46  | +43   | 2 | 12 |
|  | Taipei cinese | 3 | 1 | 0 | 2 | 69 | 101 | -32   | 1 | 6  |
|  | Singapore     | 3 | 0 | 0 | 3 | 61 | 121 | -60   | 1 | 1  |

## 2ª divisione
|  | Semifinali | Semifinali | Semifinali |          |            | Finale          | Finale          | Finale          |  |
|  |            |            |            |          |            |                 |                 |                 |  |
|  | Thailandia | Thailandia | 37         |          |            |                 |                 |                 |  |
|  | Thailandia | Thailandia | 37         |          |            |                 |                 |                 |  |
|  | Iran       | Iran       | 17         |          |            |                 |                 |                 |  |
|  | Iran       | Iran       | 17         |          | Thailandia | Thailandia      | 22              |                 |  |
|  |            |            |            |          | Thailandia | Thailandia      | 22              |                 |  |
|  |            |            | Malaysia   | Malaysia | 19         |                 |                 |                 |  |
|  | Malaysia   | Malaysia   | Malaysia   | Malaysia | 19         | 89              |                 |                 |  |
|  | Malaysia   | Malaysia   |            |          |            | 89              |                 |                 |  |
|  | Cina       | Cina       | 0          |          |            | Finale 3º posto | Finale 3º posto | Finale 3º posto |  |
|  | Cina       | Cina       | 0          |          |            |                 |                 |                 |  |
|  |            |            |            |          |            |                 |                 |                 |  |
|  |            |            |            |          |            | Iran            | Iran            | 52              |  |
|  |            |            |            |          |            | Iran            | Iran            | 52              |  |
|  |            |            |            |          |            | Cina            | Cina            | 3               |  |

## 3ª divisione
|  | Semifinali | Semifinali | Semifinali |      |       | Finale          | Finale          | Finale          |  |
|  |            |            |            |      |       |                 |                 |                 |  |
|  | Guam       | Guam       | 38         |      |       |                 |                 |                 |  |
|  | Guam       | Guam       | 38         |      |       |                 |                 |                 |  |
|  | Indonesia  | Indonesia  | 17         |      |       |                 |                 |                 |  |
|  | Indonesia  | Indonesia  | 17         |      | India | India           | 18              |                 |  |
|  |            |            |            |      | India | India           | 18              |                 |  |
|  |            |            | Guam       | Guam | 16    |                 |                 |                 |  |
|  | India      | India      | Guam       | Guam | 16    | 34              |                 |                 |  |
|  | India      | India      |            |      |       | 34              |                 |                 |  |
|  | Pakistan   | Pakistan   | 5          |      |       | Finale 3º posto | Finale 3º posto | Finale 3º posto |  |
|  | Pakistan   | Pakistan   | 5          |      |       |                 |                 |                 |  |
|  |            |            |            |      |       |                 |                 |                 |  |
|  |            |            |            |      |       | Indonesia       | Indonesia       | 13              |  |
|  |            |            |            |      |       | Indonesia       | Indonesia       | 13              |  |
|  |            |            |            |      |       | Pakistan        | Pakistan        | 7               |  |

## 4ª divisione
|  | Semifinali | Semifinali | Semifinali |            |           | Finale          | Finale          | Finale          |  |
|  |            |            |            |            |           |                 |                 |                 |  |
|  | Libano     | Libano     | 25         |            |           |                 |                 |                 |  |
|  | Libano     | Libano     | 25         |            |           |                 |                 |                 |  |
|  | Giordania  | Giordania  | 19         |            |           |                 |                 |                 |  |
|  | Giordania  | Giordania  | 19         |            | Giordania | Giordania       | 19              |                 |  |
|  |            |            |            |            | Giordania | Giordania       | 19              |                 |  |
|  |            |            | Uzbekistan | Uzbekistan | 15        |                 |                 |                 |  |
|  | Qatar      | Qatar      | Uzbekistan | Uzbekistan | 15        | 74              |                 |                 |  |
|  | Qatar      | Qatar      |            |            |           | 74              |                 |                 |  |
|  | Uzbekistan | Uzbekistan | 13         |            |           | Finale 3º posto | Finale 3º posto | Finale 3º posto |  |
|  | Uzbekistan | Uzbekistan | 13         |            |           |                 |                 |                 |  |
|  |            |            |            |            |           |                 |                 |                 |  |
|  |            |            |            |            |           | Qatar           | Qatar           | 50              |  |
|  |            |            |            |            |           | Qatar           | Qatar           | 50              |  |
|  |            |            |            |            |           | Libano          | Libano          | 0               |  |

## 5ª divisione
| Data      | Incontro          | Risultato | Sede       |
| --------- | ----------------- | --------- | ---------- |
| 26-6-2012 | Cambogia ― Brunei | 15-19     | Phnom Penh |
| 28-6-2012 | Laos ― Brunei     | 70-7      | Phnom Penh |
| 28-6-2012 | Laos ― Cambogia   | 58-7      | Phnom Penh |

|  | Classifica | G | V | N | P | P+  | P- | diff. | B | PT |
|  | ---------- | - | - | - | - | --- | -- | ----- | - | -- |
|  | Laos       | 2 | 2 | 0 | 0 | 128 | 14 | +114  | 2 | 12 |
|  | Brunei     | 2 | 1 | 0 | 1 | 26  | 85 | -59   | 0 | 5  |
|  | Cambogia   | 2 | 0 | 0 | 2 | 22  | 77 | -55   | 1 | 1  |

## Spareggio 2ª / 3ª divisione
| Arbitro: | Takashi Harada |

|                                                              |      |                          |
| Thiamyod 2’ Khamkoet 61’ Kaittlbunnawat 68’ Phichaikamol 78’ | mt   | 18’, 27’, 34’, 72’ Singh |
| Khamkoet 2’, 61’                                             | tr   | 27’, 34’, 72’ Lama       |
| Khamkoet 7’, 30’, 42’, 48’, 54’, 66’                         | c.p. | 47’ Lama                 |